# Stabilo
Stabilo est l'un des principaux fabricants d’instruments d’écriture en Europe. Société historique du groupe familial allemand Schwan-Stabilo Schwanhäusser GmbH and Co, elle est aujourd'hui présente dans près de 130 pays et emploie plus de 1 300 personnes dans le monde. Du célèbre surligneur Stabilo Boss au feutre Pen 68, en passant par le stylo-feutre point 88.
Schwan-Stabilo a trois branches d'activité pour ses opérations commerciales, il s’agit de « Instruments d’écriture » (Stabilo), « Cosmétiques » (Schwan Cosmetics), et la plus récente, « Outdoor », avec quatre filiales fabricants d’équipements de loisirs de plein air acquis dans les années 2010, ce sont: Deuter Sport GmbH (sacs à dos), Ortovox (alpinisme), Maier Sports (ski) et l’ancienne marque Maier’s Gonso (cyclisme). 

## Histoire
Stabilo puise ses origines dans une petite fabrique de crayons de papier de Nuremberg. C'est là qu'en 1855, Georg Conrad Großberger et Hermann Christian Kurz commencent la fabrication mécanique de crayons noirs. Dix ans plus tard, Gustav Adam Schwanhäußer reprend l'entreprise. Dès 1875, le cygne (en allemand Schwan), diminutif du nom Schwanhäußer, est utilisé comme logo de la marque ; à partir de 1900, l'entreprise porte le nom de Schwan-Bleistift-Fabrik, « Fabrique de crayons Schwan ».
La fabrique de crayons grandit rapidement, développe ses activités à l'export et lance sans cesse de nouveaux crayons sur le marché. En 1875, l'entreprise lance le crayon à copier. En 1925, c'est au tour des crayons de couleur à mine fine, que l'on appelle « Stabilo » en raison de leur résistance à la rupture, de stabil, solide.
À la mort de Gustav Schwanhäußer en 1908, ses fils Eduard et August reprennent la direction des affaires. Bien avant la Première Guerre mondiale, ils mènent des expériences sur des crayons de maquillage dont le succès ne se réalisera que des décennies plus tard.
Lors de la crise économique des années 1930, l'entreprise est au bord de la ruine et, en 1945, la fabrique est presque totalement détruite. Dans l'après-guerre, c'est la troisième génération de Schwanhäußer qui prend en main la reconstruction de la fabrique de crayons.
Le renouveau de Stabilo commence au milieu des années 1960. En 1966, la marque lance le feutre Pen 68, premier feutre de coloriage pour l'école et les loisirs. Le surligneur Stabilo Boss naît en 1971. C'est lors d'un voyage aux États-Unis que Günter Schwanhäußer découvre l'existence d'un crayon-feutre qui permet de surligner les documents. Si l'idée lui semble bonne, le produit n'est pas assez convaincant à ses yeux. De retour à Nuremberg, il met au point un marqueur fluorescent, révolutionnaire sur le marché. En 1977, Stabilo lance le feutre d'écriture Point 88. Reconnaissable à son corps de couleur orange avec ses arêtes blanches, le Stabilo point 88 est un vrai succès : en 1996, il s'en vendra 60 millions. 
En 1990, on compte 500 millions de Stabilo Boss vendus depuis son lancement. Seulement six ans plus tard, ce nombre double et atteint le milliard. En 1998, Sebastian Schwanhaüßer devient directeur de la division écriture ; c'est la cinquième génération à présider l'entreprise familiale .
Dès la fin des années 1990, Stabilo développe de nouveaux produits en vue de faciliter l'apprentissage de l'écriture chez les enfants. C'est ainsi que sera lancé en 2003 le Stabilo's Move Easy, aujourd'hui devenu Stabilo Easy Original.
En 2014, Stabilo lance le Stabilo Néon, un surligneur à destination d'un public féminin,.
En 2015, Stabilo lance son premier stylo-plume, Easy Birdy, doté d'un corps ergonomique et d'une plume repositionnable afin d'améliorer le confort d'écriture des enfants.

## Logo
Depuis 1875, le logo Stabilo a connu certaines évolutions tout en conservant le cygne devenu l'emblème de la marque.

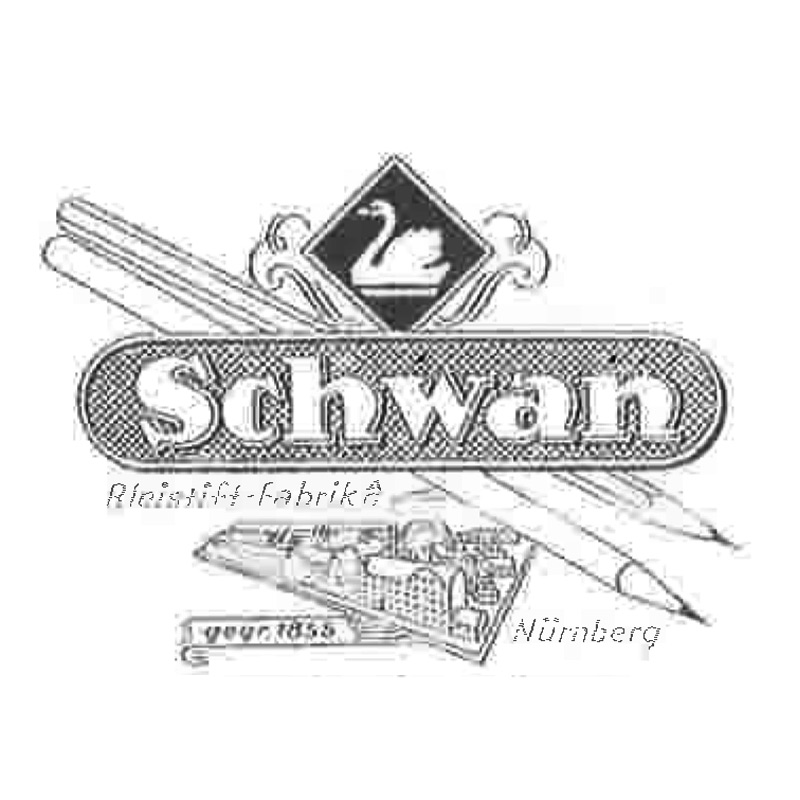
Logo jusqu'en 1925
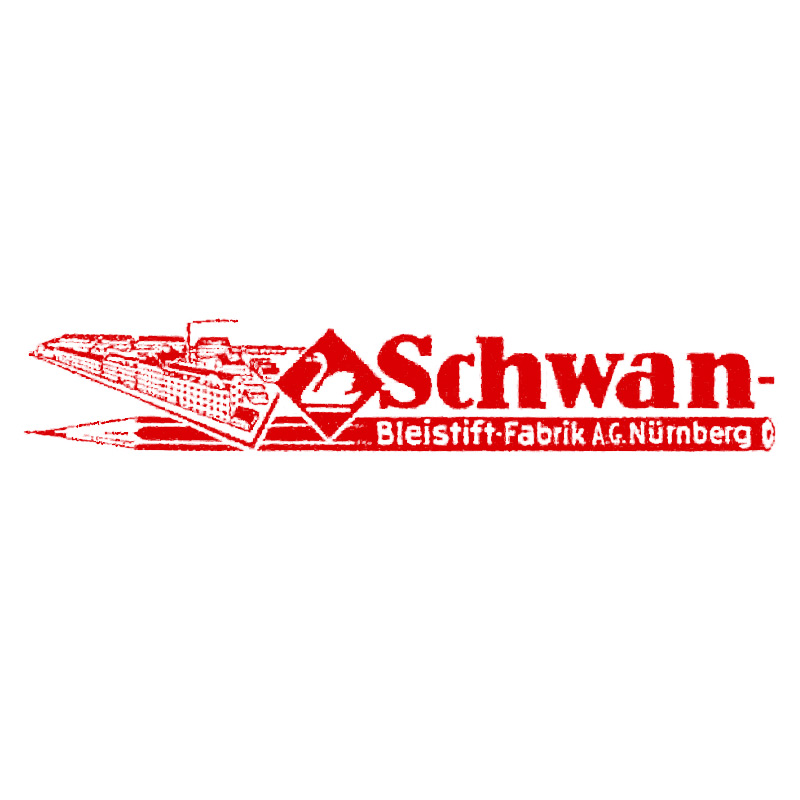
Logo de 1925 à 1930
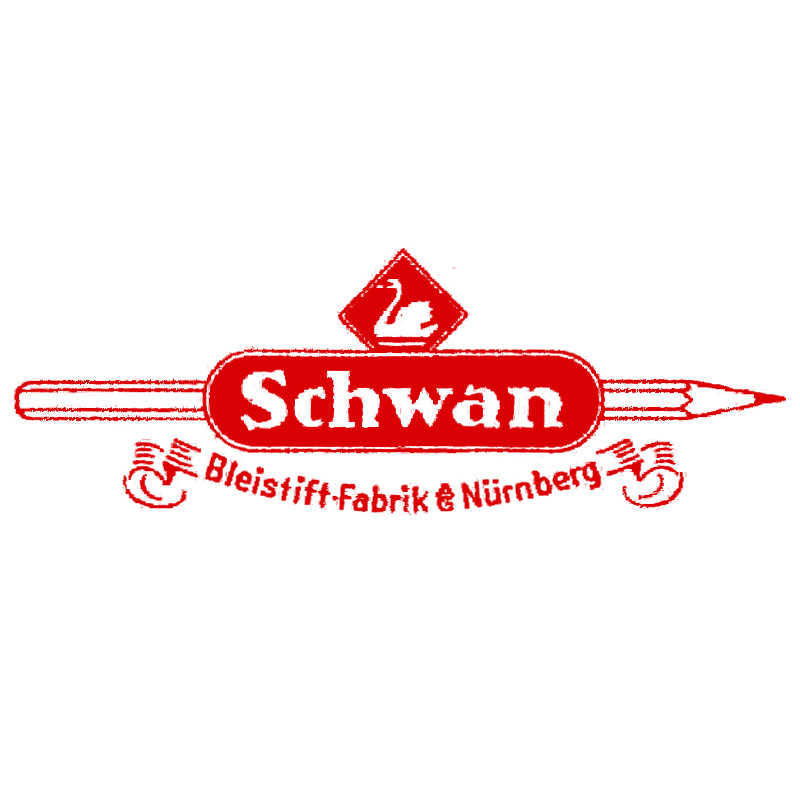
Logo de 1930 à 1950
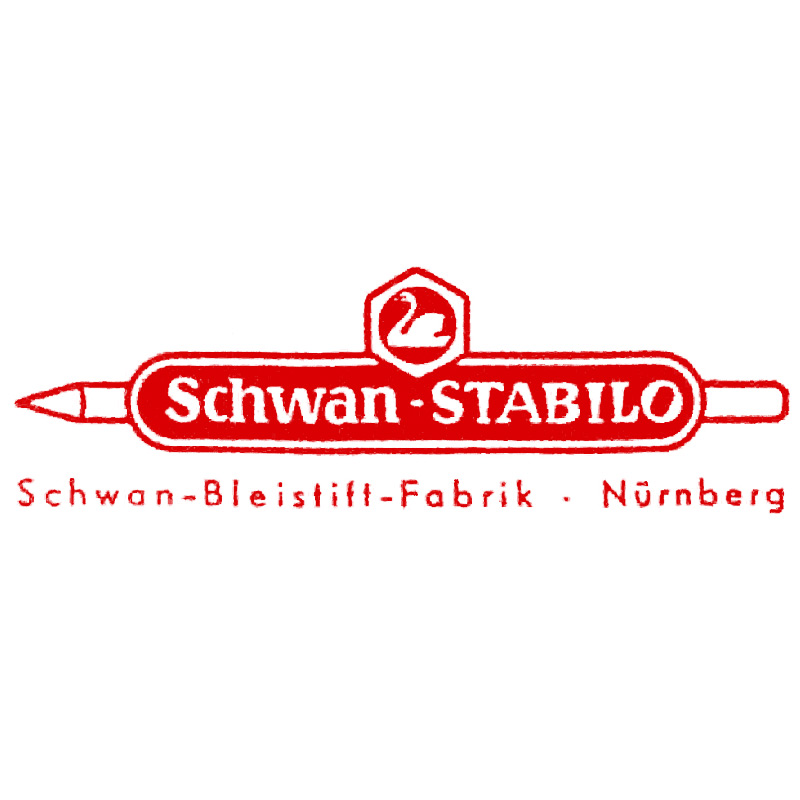
Logo de 1950 à 1960
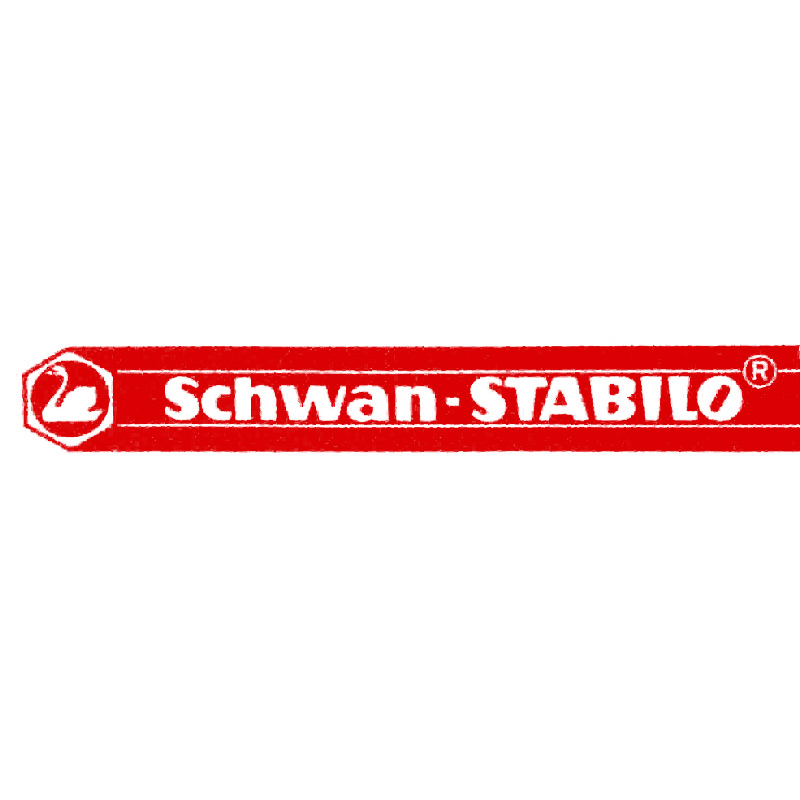
Logo de 1960 à 1987
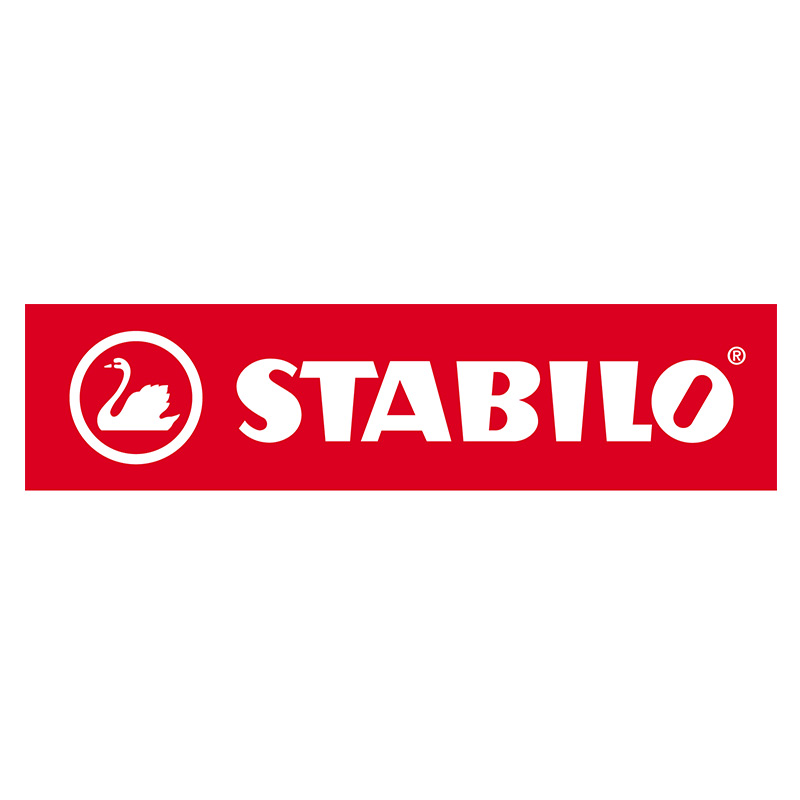
Logo actuel

## Gamme de produits
Stabilo commercialise des instruments d’écriture comprenant une gamme « écriture », « surlignage » et « coloriage ». Au total, il existe plus de 1 500 références produits.[réf. nécessaire]

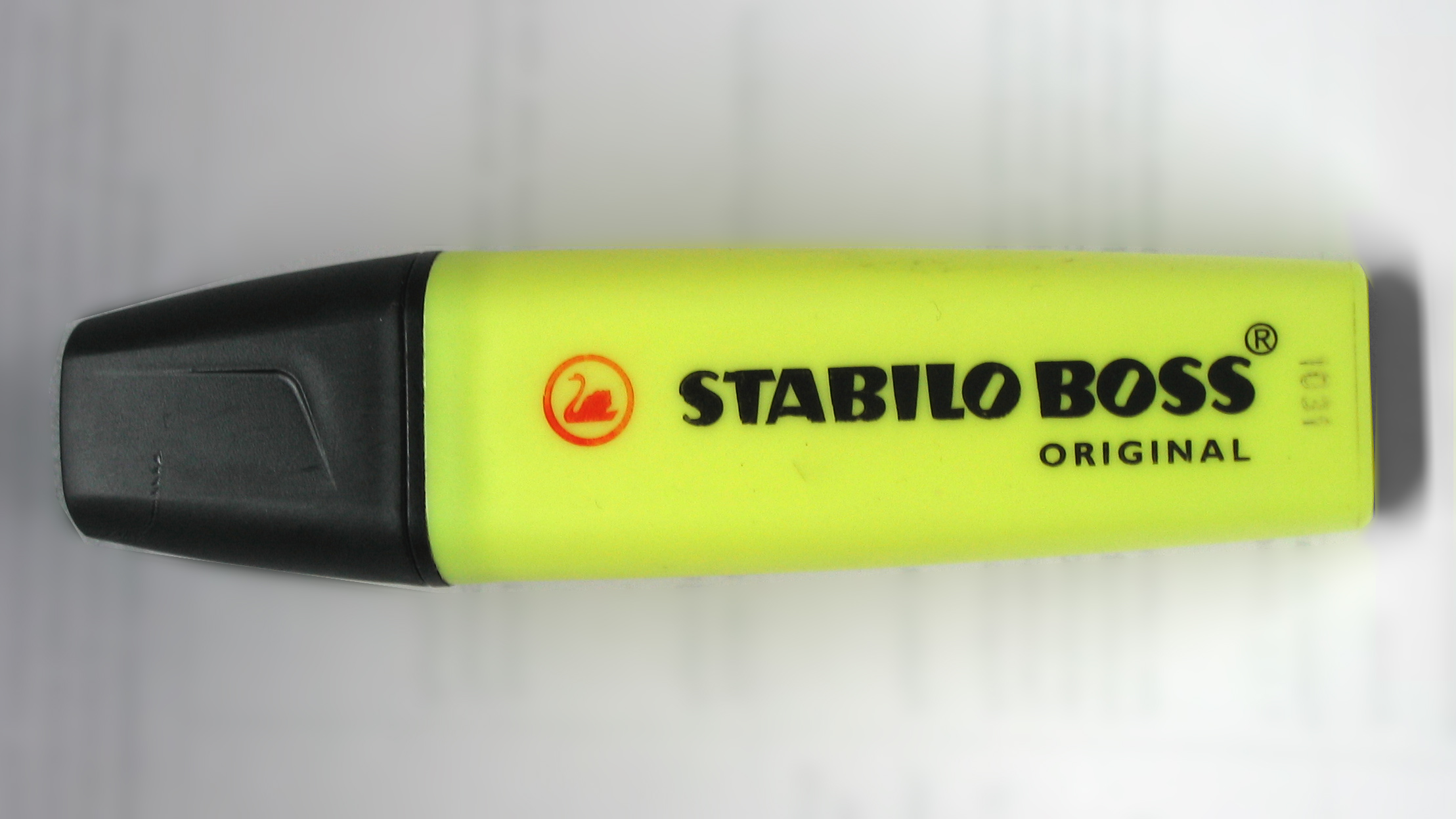
Stabilo Boss Original.

- Stabilo Original. À l'origine simplement appelé Schwan-stabilo, c'est un crayon de couleur fin destiné à un usage artistique. Il existe 39 coloris.
  - Autres crayons de couleurs: Stabilo Trio, color, aquacolor, CarbOthello, Greencolors, Easycolors.
  - De nombreux crayons de couleurs destinés aux artistes existaient dans le passé, notamment les gammes Stabilo Aquatico, Tone et Softcolor.

- Stabilo Boss Original. Devenu un produit de référence, le Stabilo Boss est l'un des premiers instruments à pouvoir surligner du texte grâce à une encre fluorescente. Depuis 1971, plus d'un milliard de Stabilo Boss ont été vendus dans le monde[6]. Le mot boss a été choisi en fonction du type de public visé par le produit : s'adressant en priorité à des personnes devant lire beaucoup de documents en peu de temps, la marque visait principalement le patron d'entreprise, d'où le terme boss qui signifie « chef » en anglais[7]. En 2024, il existe 30 couleurs.
  - Autres surligneurs: Green Boss, Boss Executive, Neon, swing cool, Luminator, Navigator, flash.

- Stabilo point 88. Stylo-feutre d'écriture (ayant une pointe de 0.4 mm) créé en 1977, à l'origine en 4 couleurs. En 2024, il existe 65 couleurs dont 6 fluorescentes. Il se reconnaît à son corps orange à rayures blanches.
  - Autres fineliners: Stabilo Sensor, pointMax, Greenpoint.

- Stabilo Pen 68, feutre ayant une pointe de 1 mm. Lancé en 1966, Stabilo Pen 68 existe en 59 couleurs, 6 couleurs fluorescentes, 8 couleurs métalliques, ainsi que 30 couleurs « feutre-pinceau ». Il existe aussi, depuis 2023, une version épaisse (pointe biseautée 5mm) en 24 couleurs.
  - Autres feutres: Stabilo Cappi, Trio Scribbi, Trio Deco, power, power max, Trio 2 en 1, Trio A-Z, Creative Tips.

- Stabilo Easyoriginal. C'est un roller disposant d'une version pour les droitiers et les gauchers. Sa forme ergonomique et ses empreintes préformées pour positionner les doigts sont censés faciliter l’apprentissage de l’écriture.[réf. nécessaire]
  - Autres stylos: Stabilo worker, Palette, pointball, Flow, Grow.

- Stabilo Woody 3in1. Crayon de couleur (craie grasse, crayon de couleur, crayon « aquarellable ») disponible en 24 coloris, qui écrit sur presque tous les supports.
- Crayons à papier: Stabilo Othello, Easyergo, Easygraph, Trio, pencil 160, Greengraph, Swano, Schwan, Opéra
- Marqueurs et crayons pour surfaces diverses: Stabilo Markdry, Write-4-all, OHPen universal, Mark-4-all, All.

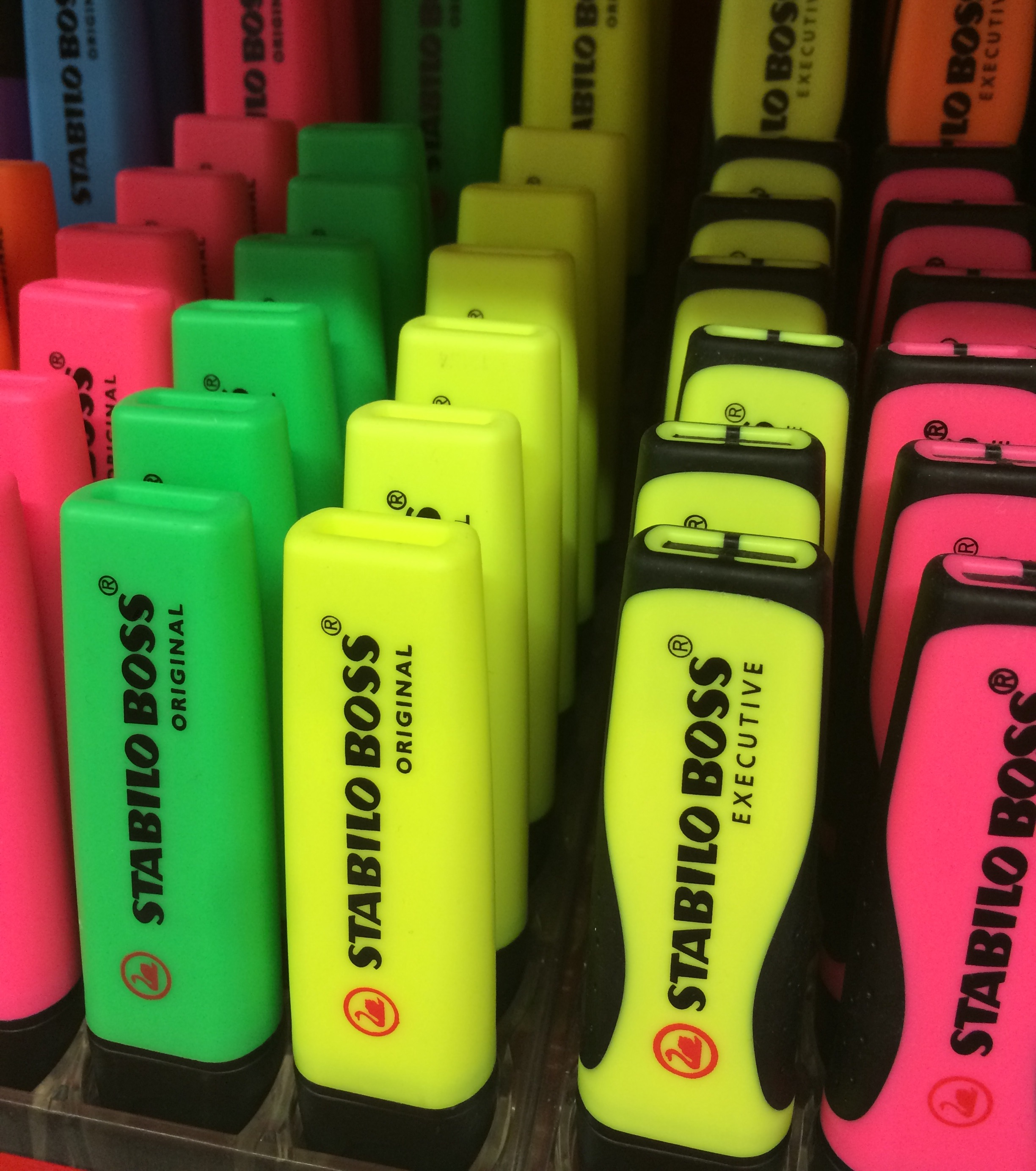
Stabilo Boss
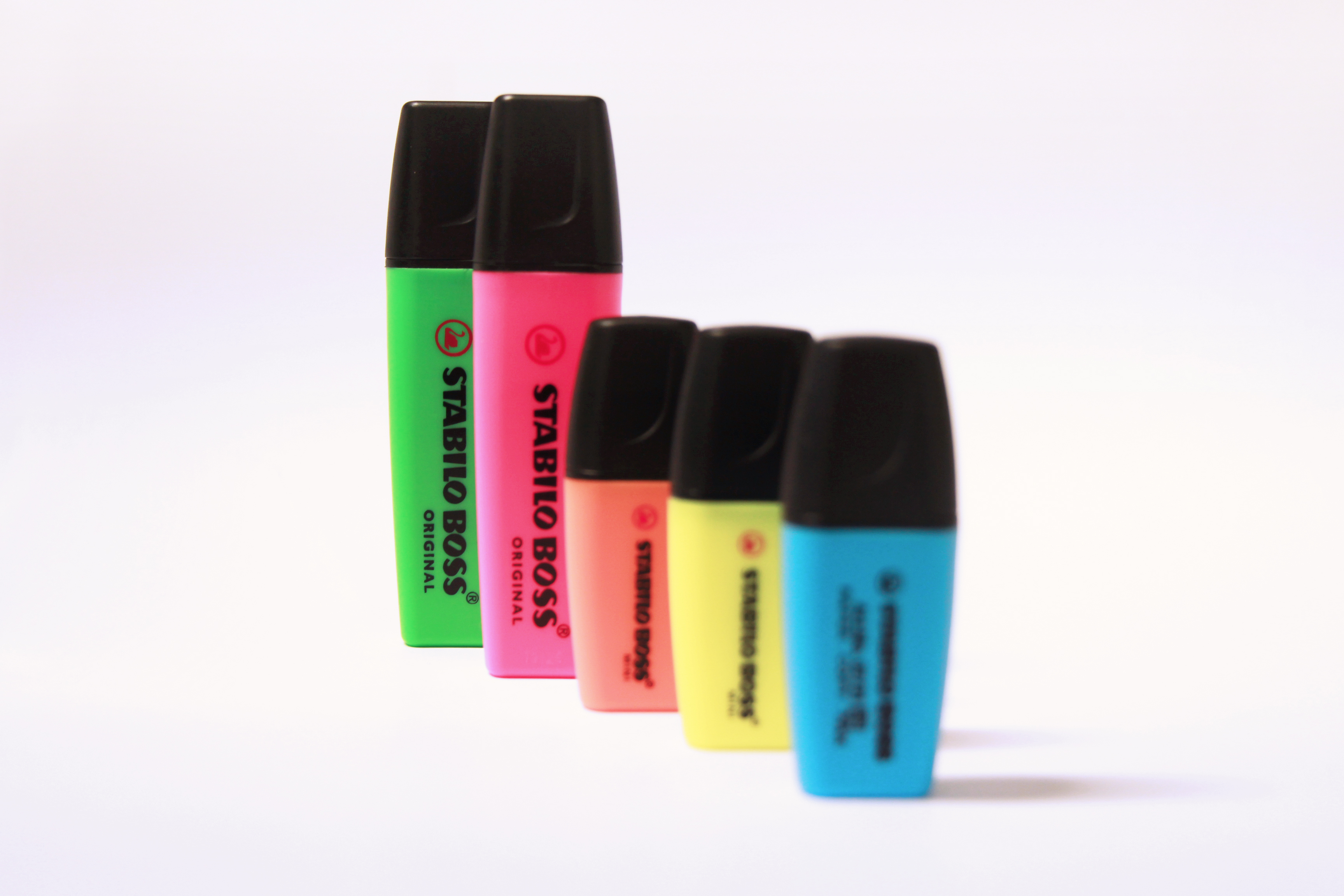
Stabilo Boss
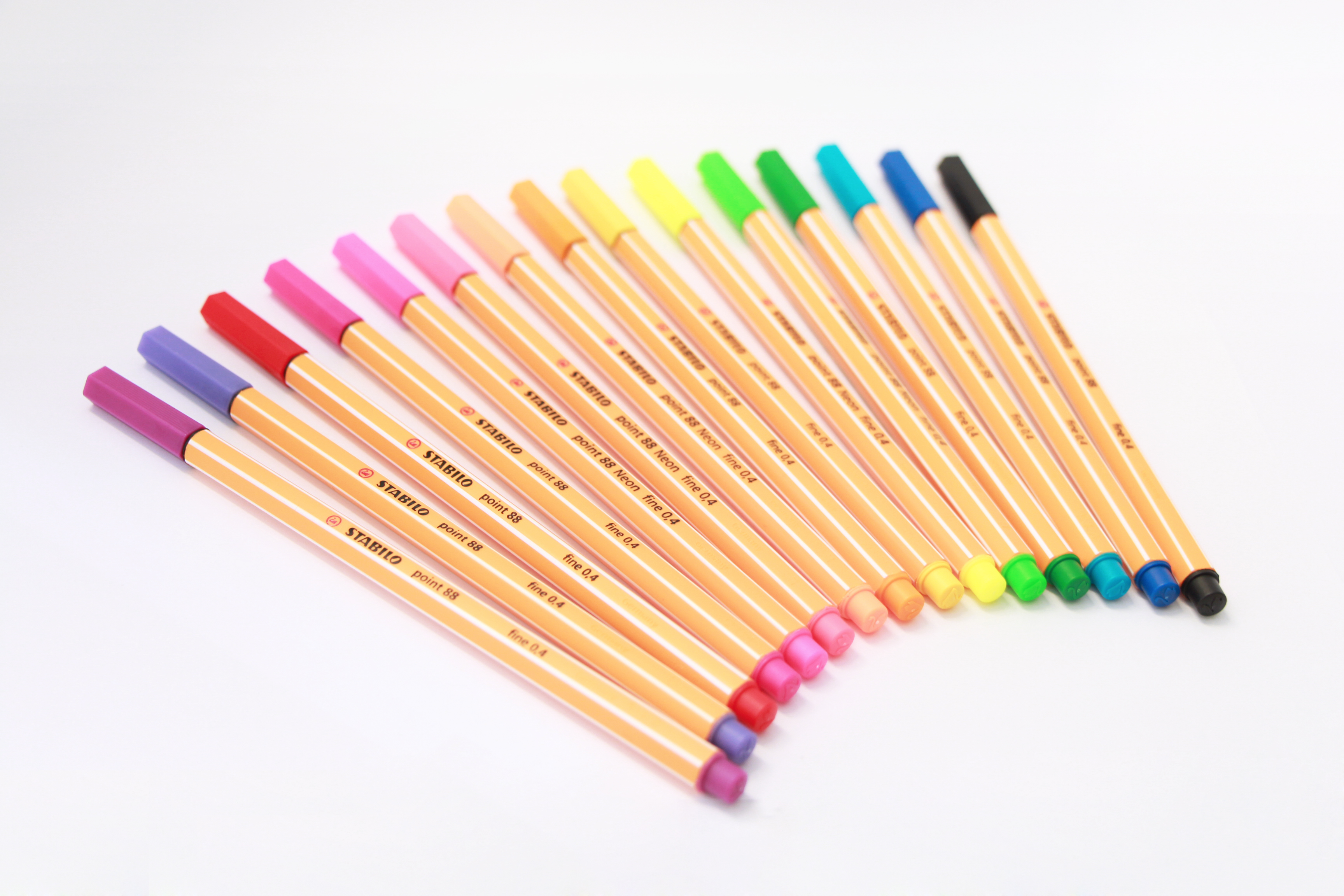
Stabilo Point 88
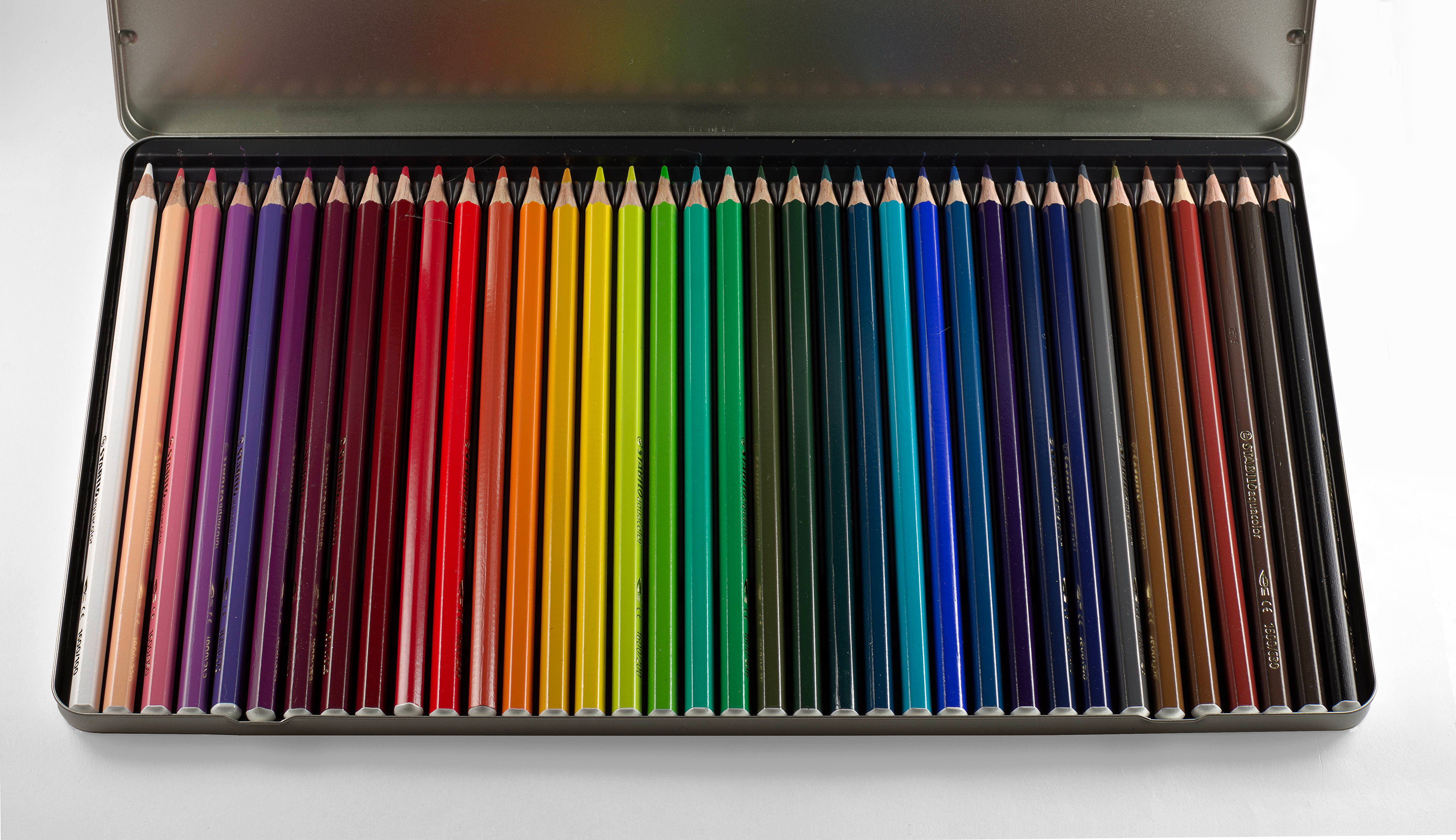
Stabilo Aquacolor
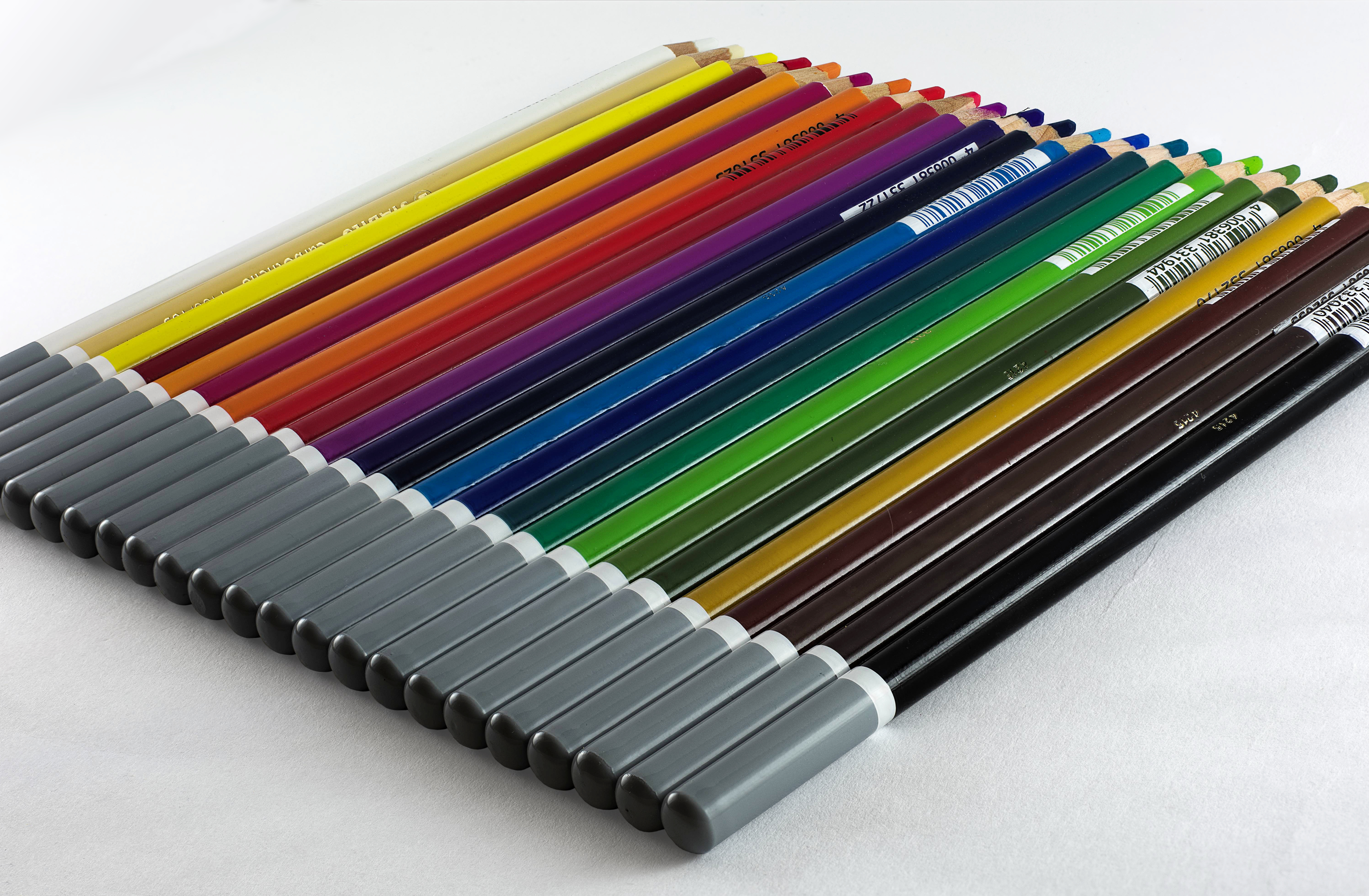
Stabilo Carbothello

## Stabilo en France
En 1964, Stabilo décide d'implanter une succursale en France, à Strasbourg.
Pour faire face aux besoins imposés par son développement, l’entreprise quitte Strasbourg en 1998 pour s’installer dans sa proche banlieue, à Eckbolsheim. Aujourd'hui composée de 65 salariés et d'une gamme de près de 120 produits, Stabilo France représente le premier marché étranger de Stabilo International. La France constitue par ailleurs le premier marché du groupe pour les surligneurs et pour la gamme de coloriage . 55 % des ventes de Boss Original se réalisent en France, soit 11 millions de surligneurs par an.

## Risques pour la santé
Un test réalisé par l'UFC-Que Choisir a mis en évidence des teneurs particulièrement élevées en allergènes dans l’encre des Stabilo Boss ‘Original Fluo’.